# Perl Zoltán
Perl Zoltán (Szombathely, 1995. július 28. –) magyar válogatott kosárlabdázó.

## Pályafutása

### Klubcsapatban
Perl Zoltán szülővárosában, Szombathelyen kezdett kosárlabdázni, és itt, a Falco színeiben mutatkozott be az NBI/A csoportjában. A 2012-13-as szezonban kilenc bajnokin kapott lehetőséget, ezzel egyideűleg bajnoki címet szerzett a Falco 19 éven aluli csapatával. A 2013-2014 szezonban fiatal kora ellenére megválasztják csapatkapitánynak. Abban az idényben 14.7 pontot, 3.5 pattanót és 2.6 gólpasszt átlagolt az NB I-ben, majd 2015. június 6-án hivatalosan is bejelentették, hogy az olasz élvonalbeli Orlandina Basket szerződtette. Október 5-én mutatkozott be új csapatában a Pallacanestro elleni győztes mérkőzésen 32 percet játszott és 12 pontot szerzett. Két évig kosarazott Capo d'Orlandóban, majd 2017. március 1-én a másodosztályú Universo Treviso Basket csapatához igazolt.
2014-ben részt vett az U20 A-divíziós kosárlabda Európa-bajnokságon Görögországban.  A felnőtt válogatottban 2015-ben debütált, a 2016-os sikeres Európa-bajnoki selejtezősorozatban 6 meccsen átlagban 19 perc alatt 8.8 pontot szerzett.
2017 nyarán visszaigazolt nevelőegyüttesébe, a Falcóba, ahol bajnoki ezüstérmet szerzett a 2017-2018-as szezon végén. 2018 júniusában a spanyol élvonalbeli Movistar Estudiantes Madrid játékosa lett. 2019 január 18-án újra visszatért a Falcóhoz, a szezon végén pedig bajnok lett a csapattal. 

### A válogatottban
A magyar válogatott tagjaként részt vett a 2017-es Európa-bajnokságon.

## Díjai, elismerései
- Az év magyar kosárlabdázója (2019,[10] 2022,[11] 2024[12])

## További információ
- Eurobasket.com
- RealGM
- Perl Zoltán, la LEGA Archiválva 2016. augusztus 15-i dátummal a Wayback Machine-ben
- FIBA Europe
- FIBA.com